# Txuixka
Txuixka - Чушка (rus) és un possiólok del krai de Krasnodar, a Rússia. Es troba a l'estret de Kertx. És a 60 km a l'oest de Temriuk i a 184 km a l'oest de Krasnodar.
Pertany a l'stanitsa de Zaporójskaia.